# Siepraw (Petite-Pologne)
Pour les articles homonymes, voir Siepraw.
Siepraw est une localité polonaise, siège de la gmina de Siepraw, située dans le powiat de Myślenice en voïvodie de Petite-Pologne.